# ヘレンキームゼー城

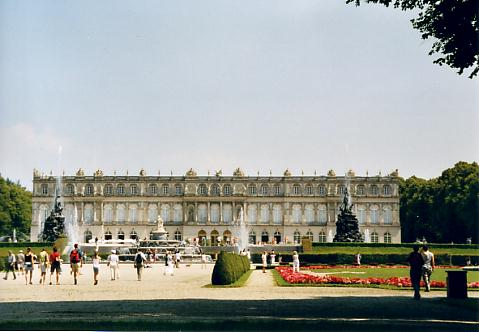
ヘレンキームゼー城のNeues Palais

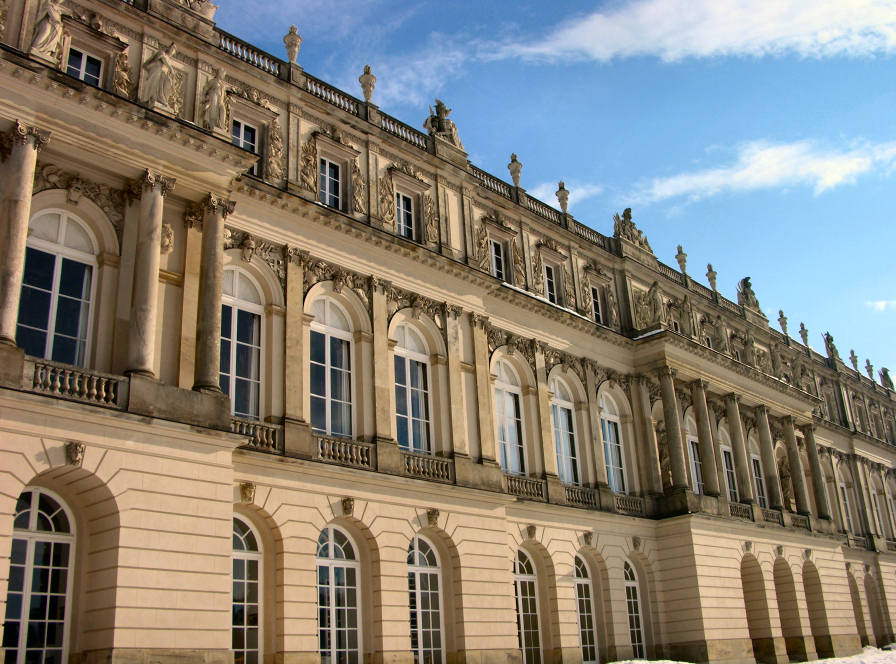

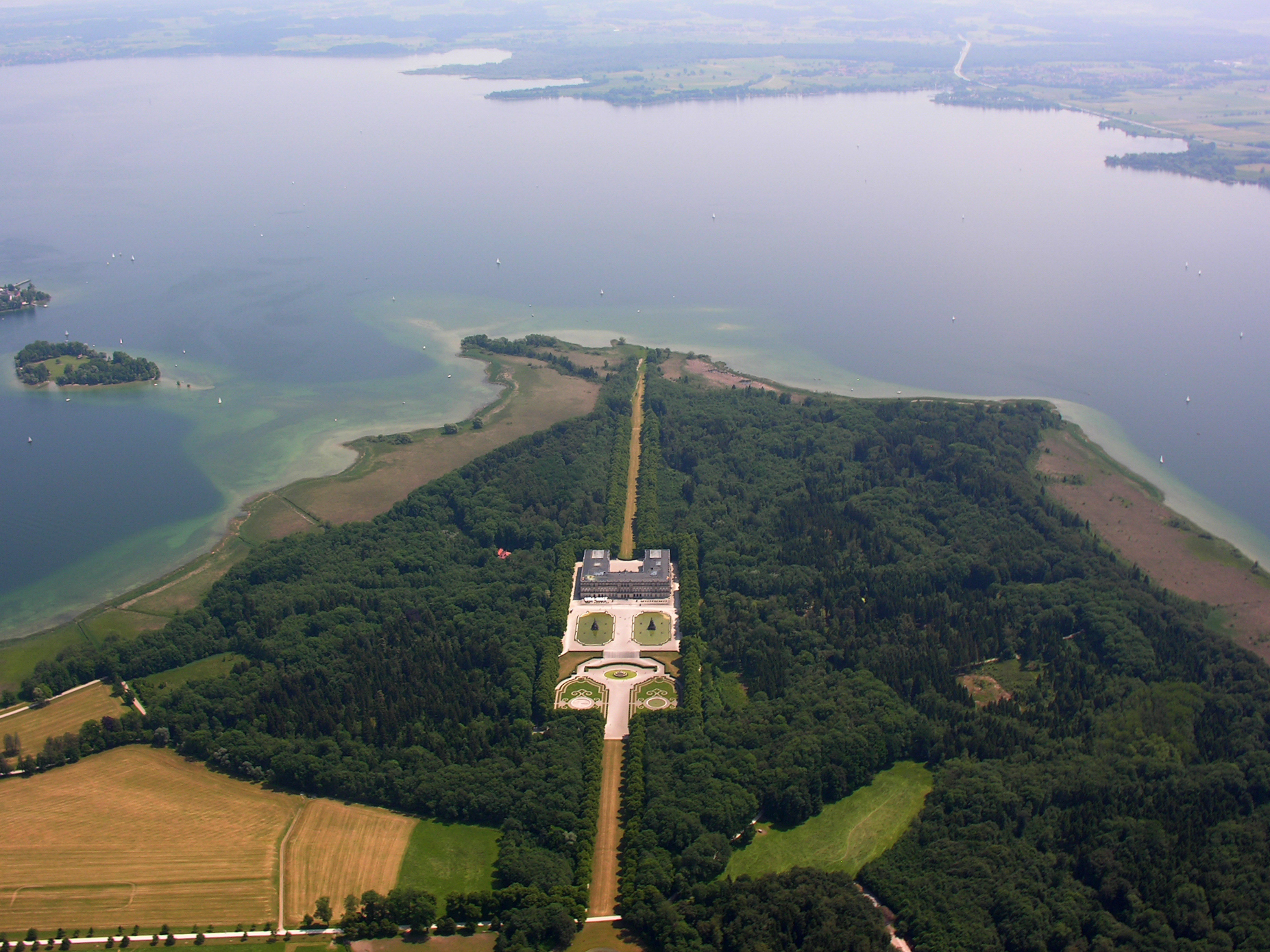
キーム湖の中央に浮かぶヘレン・インゼル（男島）に位置するヘレンキームゼー城のNeues Palais

座標: 北緯47度51分38秒 東経12度23分53秒 / 北緯47.86056度 東経12.39806度
ヘレンキームゼー城（独: Schloss Herrenchiemsee）は、ドイツ、バイエルン州のキーム湖（キームゼー）の中央に浮かぶヘレン・インゼル（男島）に位置する城である。バイエルン王ルートヴィヒ2世によって建設された。
ヘレンキームゼー城の中にあるNeues Palais（意味は「新しい宮殿」）は、もっとも有名で、ルートヴィヒ2世が実際に建設した3つの城にある建築物で1番大きい。そこはある意味でルートヴィヒ2世が崇拝していたルイ14世への記念碑となっている。宮殿の「鏡の回廊」の天井は、ルイ14世の25個の壁画がある。

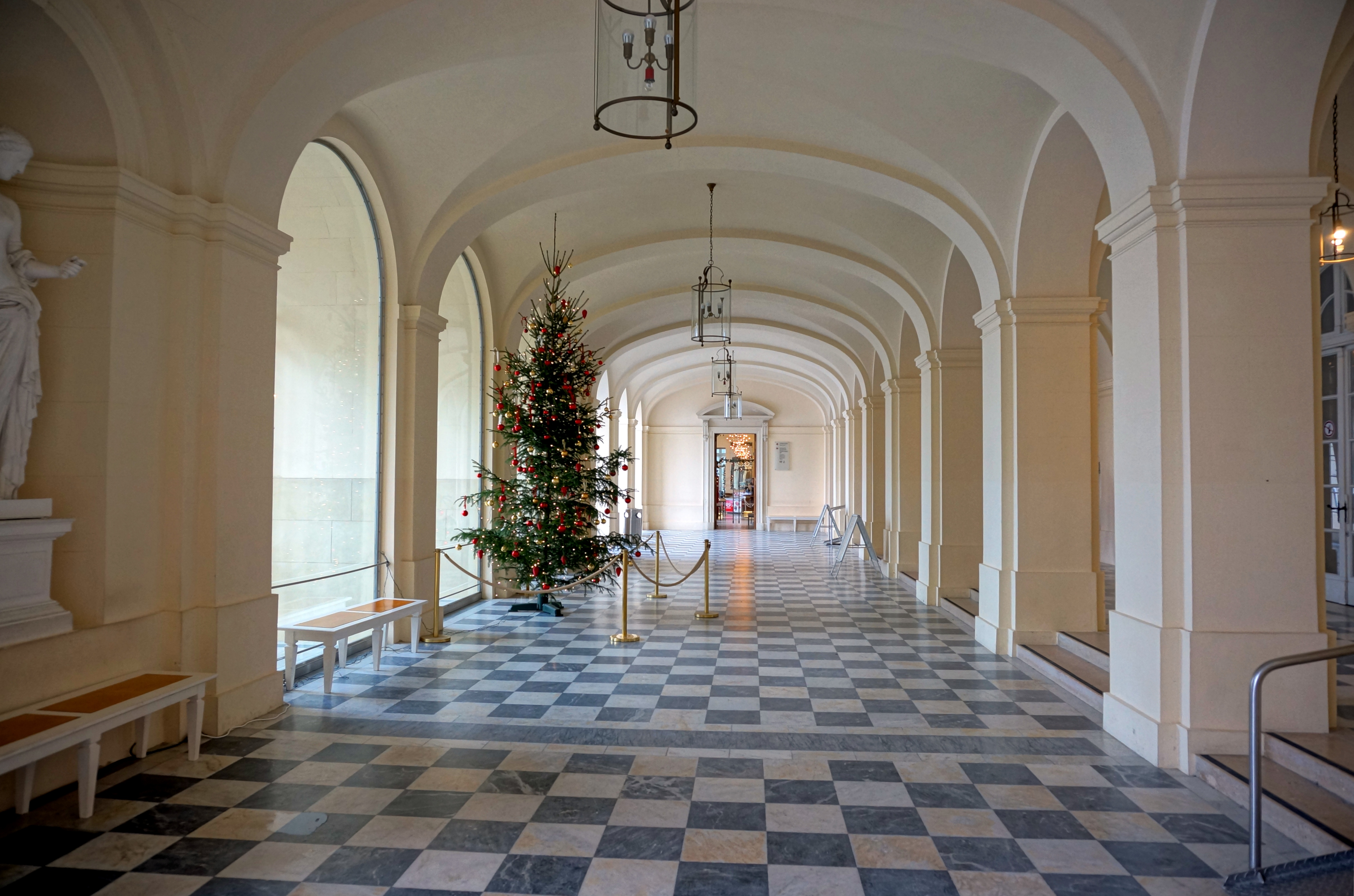
内部

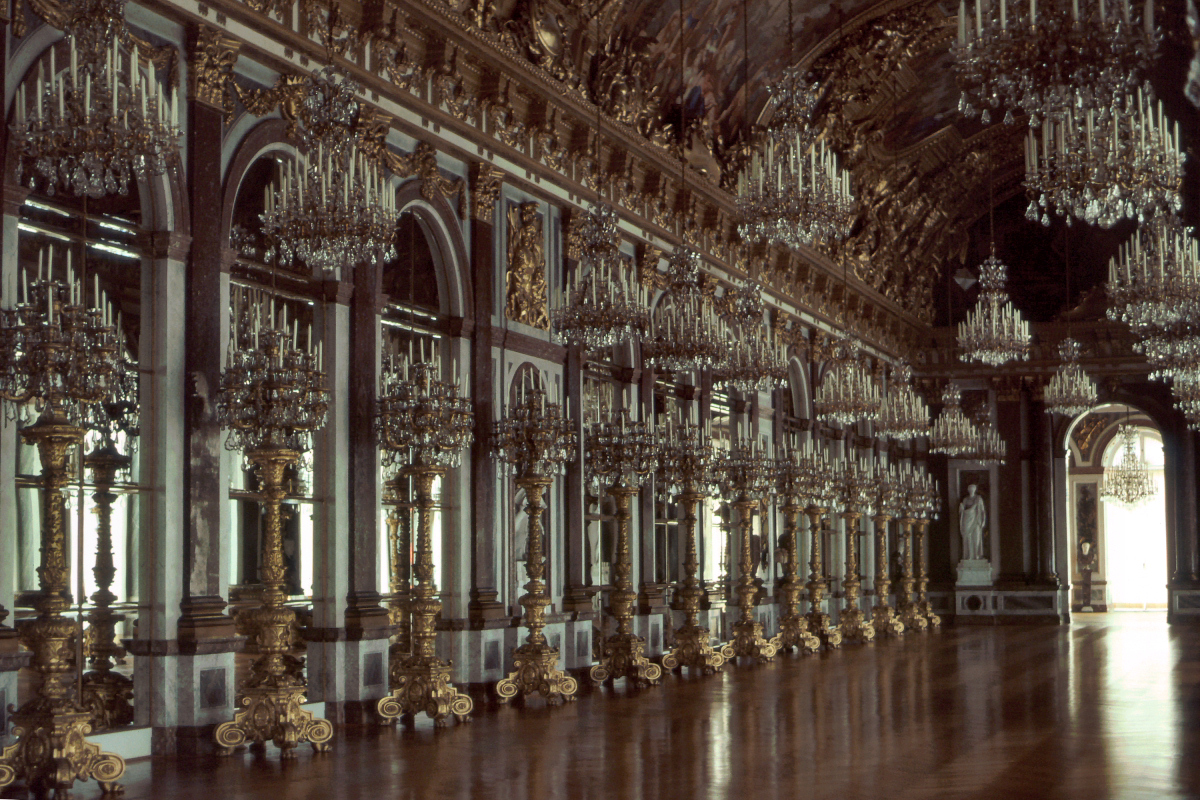
鏡の間

Neues Palaisはクリスチャン・ヤンク、フランツ・ザイツ、ゲオルグ・ドールマンによってデザインされ、1878年から1886年にかけて建設された。それはヴェルサイユ宮殿をそっくりそのまま模倣したものであるが、ルートヴィヒ2世が死ぬ前に中央の1部分だけが建設されたのみだった。1886年にルートヴィヒ2世が死ぬと建設が中止された。70部屋のうち、50部屋は現在でも未完成である。
ヘレンキームゼー城はヴェルサイユ宮殿の完全に正確な模倣にしなければならなかったが、いくつかの箇所でヴェルサイユ宮殿よりも勝っているところがあり、そして、ほぼ2世紀の技術進歩、生活様式の変化の跡も窺える。例えば、「鏡の回廊」はヴェルサイユ宮殿のそれより8m長い。食堂にはマイセン陶磁器の世界一巨大なシャンデリアがある。ヴェルサイユ宮殿にはトイレが造られなかったが（17世紀には現在に通じるトイレがなかったわけではなく、それはヴェルサイユ宮殿でも同様だったが、ほとんどは用におまるが使用され、ただ1つ取り入れていた水道水は外の噴水に使われていた）、ヘレンキームゼー城には多数のトイレがあり、さらに温水プールも存在する。正式なフランス庭園は、ヴェルサイユの典型的な形式とされる古典様式、またはルートヴィヒ2世が好きだったロマン主義の典型的な形式とされ、すばらしい様式の噴水と像で占められる。
ヘレンキームゼー城は島にあり、訪問する交通手段は定期船、チャーター船または私有船に限られる。定期船は湖畔のプリーンとグシュタットを結び、その途中でヘレン島と、ドイツ最古の女子修道院があることで有名なフラウエン島を経由する。夏期には他の町を発着する便も営業する。島内への自動車乗り入れは無く、夏期にのみ、船着き場と城を結ぶ馬車が運行する。そのためヘレンキームゼー城は、ルートヴィヒ2世が建設した他の城と比べて訪問しにくい。しばしば、ヘレン島にある庭園や他の小さい建物の存在を忘れて、Neues Palaisだけをヘレンキームゼー城と呼んでしまうが、実際はこれらの全てがヘレンキームゼー城である。
Neues Palaisに隣接したところにルートヴィヒ2世博物館がある。